# 芷江受降
芷江受降，也称芷江洽降，是指第二次世界大战期间，标志中華民國的抗日战争戰鬥結束的仪式。蔣介石原定於江西玉山機場受降，因大雨沖刷跑道改於芷江受降。1945年8月21日下午4时，日本第一份投降書正是在湖南芷江（城东七里桥村磨溪口）機場洽降和草簽，史称“芷江受降”。關於9月日軍投降交接，見日本投降。
當時选在芷江受降，主要原因是芷江建有當時遠东第二大军用机场——芷江机场，是保衛重慶之軍事重鎮，同時也是湘西會戰之戰略總部。

## 背景
抗戰相持階段，湖南是戰鬥最多、最慘烈的主戰場之一；侵華日軍动用總兵力35%夾擊湖南，而中華民國國軍總兵力四分之一集中在湖南抵抗，中日雙方在長沙、常德、衡陽、湘西进行了4次大規模絞殺戰。当时陈诚建议把中国分为北平、南京、广州三个区来受降，國軍参谋总长蕭毅肅向何应钦将军建议，中国战区只有一个日本指挥官冈村宁次，他該向谁投降？當時同时芷江既是前方的后方，又是后方的前方，在此受降最适宜。蔣中正最后采纳了其建议，陆军总部一部分人员开始到达芷江準備受降。

## 受降經過
當日一架日軍三菱百式運輸機在一隊中國空軍的P-51戰鬥機「押送」下，載著日軍代表到芷江。日军中国派遣军副总参谋长今井武夫少将、参谋桥岛芳雄中佐和第13飞行师团参谋前川国雄少佐（翻译木村辰男），在芷江向國軍参谋长蕭毅肅、副參謀長冷欣以及中国战区美军作战司令部参谋长柏德诺遞交投降書。中方宣讀中字第一号备忘录後，今井武夫依备忘录交出了中国战区、越南日军兵力配置图及第一线战斗序列的详细表册，表明會配合國軍在南京設立國軍前進指揮所。

## 纪念
民國35年（公元1946年），在受降地点芷江七里桥建有芷江受降纪念坊。

## 外部連結
- YouTube上的「破曉時分—抗戰勝利與受降」。中華民國國史館